# 徐台符
徐台符（？—956年1月22日），字光信，五代十国后唐、后晋、后汉、后周官员，深州武强县人。
后唐同光年间中进士第，为镇定从事。后晋天福二年（937年）十二月，以監察御史徐台符为尚书膳部员外郎、知制誥。其后为父母丁忧去职。天福九年（944年）以金部郎中、知制诰徐台符为翰林学士，金部郎中、知制诰如故。开运二年（945年），徐台符为中書舍人。契丹灭后晋，他被俘北迁，后来自幽州逃归。他的马喜欢嘶鸣，但是归途时，徐台符露宿草中，马闭口不鸣，回到汉地，嘶鸣如故。乾祐元年（948年），徐台符回到开封，后汉任命他为中书舍人。徐台符为兵部尚书、翰林学士承旨，与太子太傅李崧为友。李崧为部曲葛延遇、李澄等诬告，宰相苏逢吉、史弘肇于是将他族灭。乾祐三年（950年）秋，他梦见李崧对他说：“予之冤横，得请於帝矣。”苏逢吉、史弘肇被诛，枭首於市。就在李崧所诛之地。后周广顺年间，徐台符为兵部侍郎，向宰相请诛葛延遇等人。馮道以葛延遇等人已经赦宥，没有同意。当时王峻执政，听说徐台符之言，深加叹服。于是上奏郭威于是诛杀葛延遇等人。广顺二年（952年），以中书舍人、史馆修撰判馆事徐台符为礼部尚书，充翰林学士承旨。广顺三年（953年），以翰林学士承旨、尚书礼部侍郎徐台符为刑部侍郎充职。显德二年（955年），周世宗诏命翰林学士承旨徐台符已下二十余人，各撰《为君难为臣不易论》、《平边策》各一首，世宗亲览。十二月初七辛未日，翰林学士承旨徐台符去世。

## 注
1. ↑  《广卓异记》卷十四
2. ↑  《旧五代史》晋高祖纪
3. ↑  《册府元龟》卷八百一十五
4. ↑  《旧五代史》晋少帝纪
5. ↑  《太平御览》卷八百九十五
6. ↑  《旧五代史》汉隐帝纪
7. ↑  《册府元龟》卷八百九十三
8. ↑  《册府元龟》卷八百零四
9. ↑  《旧五代史》周太祖纪
10. ↑  《旧五代史》周世宗纪